# Песнишкий Двор
Песнишкий Двор (словен. Pesniški Dvor) — поселення в общині Песниця, Подравський регіон‎, Словенія.